# Skenella georgiana
Skenella georgiana is een slakkensoort uit de familie van de Cingulopsidae. De wetenschappelijke naam van de soort is voor het eerst geldig gepubliceerd in 1886 door Pfeffer.